# Ribier
Die Rotweinsorte Ribier stammt aus Frankreich und ist dort vorwiegend im Département Ardèche zu finden. Sie war in der Vergangenheit im Weinbaugebiet Rhône in den Bereichen um Saint-Péray und Privas sehr beliebt. Im Jahr 1979 wurden jedoch nur noch drei Hektar Rebfläche erhoben.
Sie ist trotz entsprechender Synonyme nicht mit den Rebsorten Alphonse-Lavallée und Brun Fourca verwandt. Auch die Vermutung einer Verwandtschaft mit der Sorte Counoise stellte sich als nicht haltbar heraus. Bei der in Kalifornien (→ Weinbau in Kalifornien) weitverbreitete Sorte Ribier handelt es sich um die Sorte Alphonse-Lavallée.
Die spätreifende Sorte ergibt leichte und angenehme Weine, denen es an Farbe fehlt. Sie wurde in der Vergangenheit häufig mit der Syrah-Traube gemischt.

## Synonyme
Die Rebsorte Ribier ist auch unter den Namen Petit Ribier, Petit Rouvier, Revier d’Anjou und Rivier bekannt.